# 常陸中里站
常陸中里站（日语：／ Hitachi-Nakasato eki */?）是位於茨城縣那珂郡瓜連村大字中里，鐵道省的水郡線車站（廢站）。

## 歷史
- 1935年（昭和10年）9月1日 - 汽油列車專用車站啟用。只有旅客服務[1]。
- 1941年（昭和16年）8月10日 - 停止營業（沒有告示）。

## 車站周邊
- ENEOS
- 老人之家拿撒勒園

## 相鄰車站
鐵道省
水郡線
常陸鴻巢－常陸中里－瓜連

## 注腳
1. ↑  . dl.ndl.go.jp: 4.   [2019-01-15]. （原始内容存档于2019-01-15） （日语）.